# Peugeot Type 3
De Peugeot Type 3 is een wagen van het Franse automerk Peugeot. Het was de eerste wagen van het merk die voor het publiek beschikbaar was en, na de Peugeot Type 2, de tweede wagen die gebruikmaakte van een verbrandingsmotor. De Type 3 maakte gebruik van een V-twin-viertaktmotor van het merk Panhard & Levassor. Deze produceerde 2 pk.
In 1891 nam Armand Peugeot ter promotie deel aan Parijs-Brest-Parijs met deze wagen. Tijdens deze etappekoers reed hij 2045 km tegen een gemiddelde snelheid van 14 km/u.